# Walter Schmid-Sachsenstamm
Walter Schmid-Sachsenstamm, född 11 december 1891 i Cilli, död 7 april 1945 i Klagenfurt, var en österrikisk tuberkulosläkare. Han var 1938–1942 direktor för Anstalt Klagenfurt och involverad i Aktion T4, Tredje rikets så kallade eutanasiprogram. Schmid-Sachsenstamm begick självmord i april 1945.